# Dérogeance
|  | Dieser Artikel oder Abschnitt wurde wegen inhaltlicher Mängel auf der Qualitätssicherungsseite der Redaktion Geschichte eingetragen (dort auch Hinweise zur Abarbeitung dieses Wartungsbausteins). Dies geschieht, um die Qualität der Artikel im Themengebiet Geschichte auf ein akzeptables Niveau zu bringen. Dabei werden Artikel gelöscht, die nicht signifikant verbessert werden können. Bitte hilf mit, die Mängel dieses Artikels zu beseitigen, und beteilige dich bitte an der Diskussion! |

Dérogeance (frz., wörtlich: „Erniedrigung“) bedeutete den Verlust des Adelstitels und der adeligen Privilegien aufgrund von unstandesgemäßem Verhalten. Dazu zählte unter anderem die Ausübung von Berufen, welche als mit dem Adelsstand unvereinbar oder dessen nicht würdig galten. 
So führte bis in die Neuzeit in den meisten europäischen Ländern die Ausübung eines Handwerks durch einen Adeligen zur Dérogeance. Ausnahme bildete England, was sich als ein günstiger Faktor für die Industrielle Revolution erwies.